# Giorgi Kvirikašvili
Giorgi Kvirikašvili (gruzínsky გიორგი კვირიკაშვილი; * 20. červenec 1967, Tbilisi) je gruzínský politik. Od 30. prosince 2015 do 13. června 2018 byl premiérem Gruzie. Je představitelem strany Gruzínský sen – demokratická Gruzie, kterou založil miliardář Bidzina Ivanišvili.

## Život
Vystudoval lékařství (1992) a později ekonomiku v Tbilisi (1995). Poté ještě studoval finance na Univerzitě v Illinois, kde absolvoval roku 1998. Poté působil jako pedagog na Gruzínské technické univerzitě, kde získal titul profesor, a také v bankovnictví. V roce 1999 byl zvolen do gruzínského parlamentu, a to za stranu Nová pravice (Achali Memarjveneebi), až do roku 2004 působil v hospodářském výboru. Po vítězství Ivanišviliho strany ve volbách roku 2012 ho Ivanišvili povolal do své vlády (od 2013 ji vedl Irakli Garibašvili), v letech 2012–2015 v ní byl ministrem hospodářství, 2013–2015 vicepremiérem, roku 2015 krátce (od září do prosince) též ministrem zahraničí. Po Garibašviliho rezignaci v roce 2015 byl jmenován premiérem. Od 20. června 2018 ho rozhodnutím parlamentu nahradil Mamuka Bachtadze.